# Nørre Søby Sogn
Nørre Søby Sogn ist eine Kirchspielsgemeinde (dän.: Sogn)
auf der Insel Fyn (dt.: Fünen) im südlichen Dänemark.
Bis 1970 gehörte sie zur Harde Åsum Herred im damaligen Svendborg Amt, danach zur Årslev Kommune im
Fyns Amt, die im Zuge der  Kommunalreform zum 1. Januar 2007 in der
Faaborg-Midtfyn Kommune in der Region Syddanmark aufgegangen ist.
Im Kirchspiel leben 1186 Einwohner, davon 914 im Kirchdorf (Stand: 1. Januar 2023).

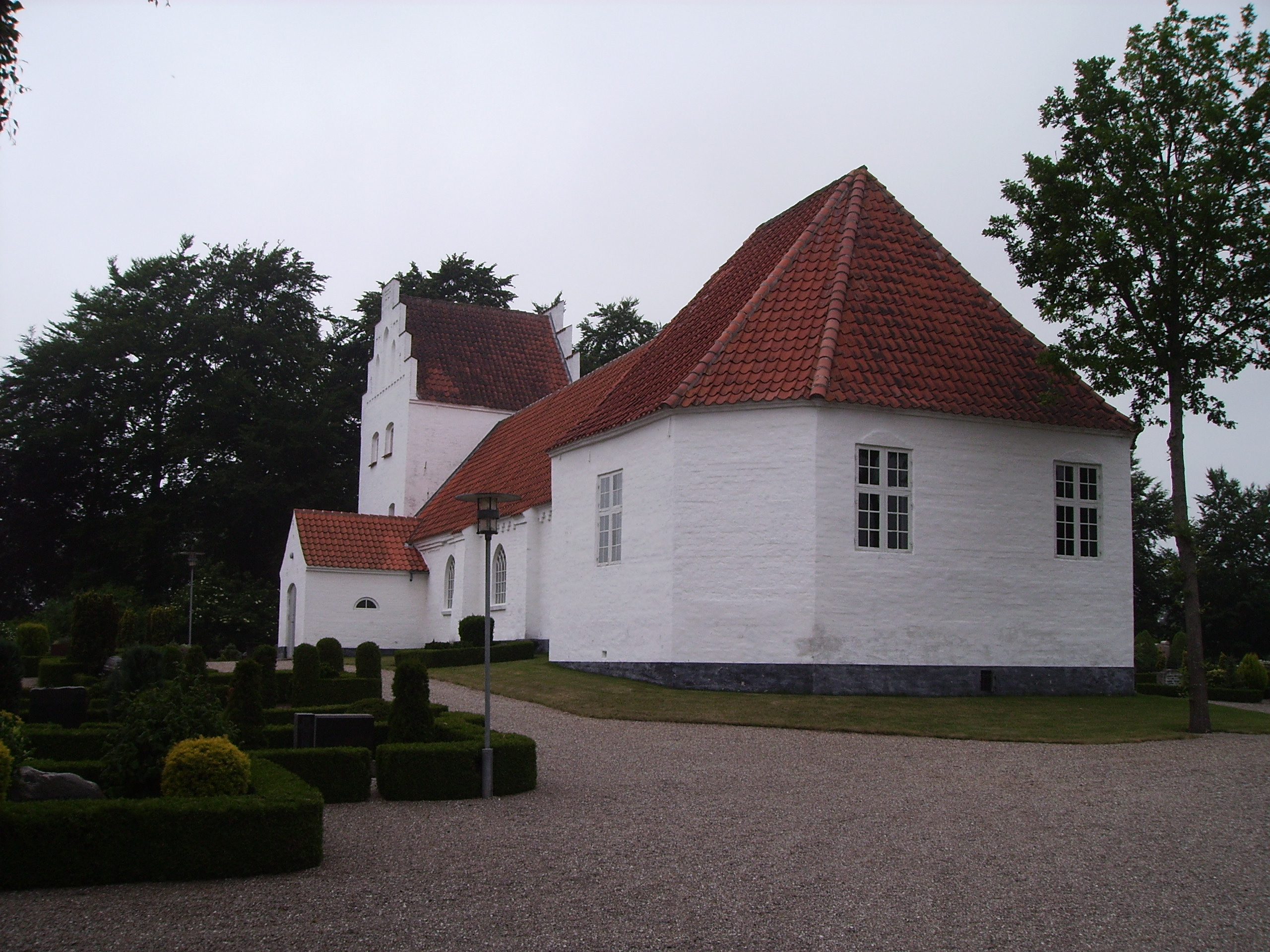
Nørre Søby Kirke

Im Kirchspiel liegt die Kirche „Nørre Søby Kirke“.
Nachbargemeinden sind im Nordosten Nørre Lyndelse Sogn, im Südosten Gestelev Sogn, im Süden Vantinge Sogn und Heden Sogn, im Westen Allested Sogn und Vejle Sogn sowie in der nordwestlich benachbarten Odense Kommune Fangel Sogn.